# Proterije Aleksandrijski
Proterije Aleksandrijski (? - 457.), mučenik i patrijarh Aleksandrije od 451. do 457. godine.

## Povijest
Proterija je, između 8. listopada i 1. studenog 451. godine, za patrijarha izabrao Kalcedonski sabor kako bi zamijenio dotadašnjeg aleksandrijskog patrijarha Dioskura I. Aleksandrijskog, kojeg je isto Vijeće svrgnulo s položaja patrijarha radi njegovih antikalcendonskih uvjerenja (usp. Evagrius Scholasticus, Crkvena povijest, knjiga 2, poglavlje 5).

## Šizma
Njegovo stupanje na mjesto patrijarha označava početak šizme od 451. godine između koptske crkve i grčkih pravoslavnih patrijarha Aleksandrije koja nikada nije bila u potpunosti razriješena a koja je doživjela kulminaciju 536. godine kada se se dvije crkve definitivno razdvojile. 
Budući da je aleksandrijska crkva bila uglavnom antikalcedonska, nasilno se suprotstavila svrgavanju patrijarha Dioskura koji je također bio antikalcedonskih uvjerenja, kako bi na njegovo mjesto došao kalcedonac Proterije. Konačno, 457. godine, antikalcedonska struja u Aleksandriji je izabrala Timoteja Eilurosa kao patrijarha Aleksandrije, te se na taj način suprotstavila Proteriju, kojega je nakon toga do smrti mučila koptska rulja. (Evagrius Scholasticus, 2, 8).
Ubojstvo je izazvalo oštre komentare skupine biskupa iz raznih rimskih provincija, ali i većih regija, koji su u nekoliko pisama bili poslani bizantskom caru Leonu I. Tračaninu (457. – 474.).

## Štovanje
Smatra se svetim u Istočnim pravoslavnim Crkvama. Koptski pravoslavci ga ne priznaju papom, koji umjesto toga priznaju i Dioskora i Timoteja jer su u to vrijeme oni bili pape. 

## Vanjske poveznice
- Proterius (451–457). Službena internetska stranica Grčke Pravoslavne Patrijaršije Aleksandrije i cijele Afrike. Pristupljeno 7. veljače 2011.
- St Proterius of Alexandria Zbirka životopisa Svetaca (Orthodox Synaxarion)

| Koptske pape Aleksandrije            | Koptske pape Aleksandrije           | Koptske pape Aleksandrije      |
| ------------------------------------ | ----------------------------------- | ------------------------------ |
| prethodnik Dioskur I. Aleksandrijski | Aleksandrijske pape 451. - 457. AD. | nasljednik Timotej II. Eiluros |